# Štemplovec (zámek)
Zámek Štemplovec se nachází na návrší uprostřed parku na katastrálním území obce Štemplovec v části obce Holasovice v okrese Opava. Zámek s parkem, ohradní zdí a sochami svatého Jana Nepomuckého a svatého Floriána byla zapsána v roce 1964 do Ústředního seznamu kulturních památek ČR. Součástí parku je špýchar přenesený z krnovského zaniklého statku.

## Historie
Na místě původní tvrze, která byla v roce 1564 v majetku Bruntálských z Vrbna, byl v druhé polovině 17. století postaven rodem Neuhausenů barokní zámek. Na začátku 19. století Karel Traugott Skrbenský z Hříště nechal barokní zámek přestavět na nový empírový. V roce 1911 zámek koupila akciová společnost opavského cukrovaru (Rafinerie cukru) a v roce 1930 prodala Dr. Arnoštovi Janottovi, generálnímu řediteli cukrovarů a rafinerií. V roce 1929 byl zámek upraven architektem Leopoldem Bauerem. V roce 1945 se stal majetkem dobročinného ústavu Ludmila z Ostravy a sloužil jako sirotčinec, starobinec, šicí škola a dívčí letní zotavovna. Vedly je školské sestry de Notre Dame. V roce 1950 byl v zámku umístěn Charitní domov sester, které byly násilně vyvezeny ze svých domovů v Horažďovicích v Čechách. Školské sestry byly v červnu 2006 přestěhovány do Prahy a Kardašovy Řečice. Důvodem odchodu byl nedostatek finančních prostředků na zajištění chodu zámku. Zámek byl koupen akciovou společností DLD Garden.

## Architektura

### Exteriér
Zámek je patrová jednokřídlá omítaná zděná budova postavena na půdorysu obdélníku. Sedlová střecha je zvalbená krytá břidlicí. Fasáda je členěna kordonovou římsou, průběžnou podokenní římsou a v prvním patře nad okny návojovou římsou. Zahradní průčelí je členěno obdobně. Ze vstupního i zahradního průčelí vystupuje střední dvoupatrový rizalit o třech okenních osách. V přízemí rizalitu je portikus nesený čtyřmi pilíři a je přístupný z prvního patra. Rizalit je členěný patrovými pilastry s ionskými hlavicemi zdobenými vejcovodem a zakončený trojúhelníkovým štítem, ve kterém je půlkruhové okno.

### Interiér
Vstupní hala je zaklenuta pruskými plackami na pásech s oválnými vpadlinami, klenbu nesou hranolové pilíře. Přízemí má valené klenby s výsečemi nebo pruskou klenbu, z nichž jsou některé rámovány. Stropy v patře jsou ploché. Přízemní místnosti mají dřevěné obložení stěn.

### Erb
V zámku je umístěna obdélná deska s erbem Václava Haugwicze. Na desce ve vavřínovém věnci je erbovní štítek s hlavou berana. Z helmu vyrůstá akant. Dole je nápis:
WACZLAW.SSTARRSSI.HA / VGWICZ.Z.BISKVP1CZ.NA / LINHARTOWECH

## Park
Přírodně krajinářský park byl založen kolem roku 1820 Annou Marií baronkou Sedlnickou, dobově byl uváděn jako divoký anglický park. Park byl rozdělen na část jižní se zámkem, severní část a užitkovou zahradu. Na severní straně parku byl skleník. Na rozloze 5,65 ha v nadmořské výšce 295 m se nachází dendrologicky hodnotný park, na jehož prostorném parteru jsou platany západní, jinan dvoudomý, dále cypřišky, liliovník tulipánokvětý a buk lesní červenolistý.
Park a areál zámku vymezuje částečně na východní, jižní, západní a zčásti na severní straně kamenná ohradní zeď vysoká jeden až tři metry. V ose zámku je vstupní brána. Zeď je krytá betonovými deskami, na některých místech narušena cihelnými úseky a brankami. Na jihozápadní straně ke zdi přiléhají hospodářské budovy.

## Socha svatého Jana Nepomuckého
Barokní socha z druhé poloviny 18. století je umístěna mimo zámek naproti domu čp. 11 a soše svatého Floriána.
Kamenná socha v podživotní velikosti je umístěna na jednoduchém hranolovém podstavci, který je vestavěn do ohradní zdi zahrady. Světec stojí v kontrapostu s postavou mírně esovitě prohnutou. Oblečen je v obvyklém rouchu a kanonickém plášti s biretem na hlavě. V náručí drží krucifix.

## Socha svatého Floriána
Barokní kamenná socha z poloviny 18. století je umístěna mimo zámek u domu čp. 11.
Na jednoduchém hladkém hranolovém soklu je socha světce v podživotní velikosti, která stojí v kontrapostu s postavou mírně esovitě prohnutou. Oděv tvoří šaty římského vojáka a plášť padající k patám. Na hlavě má přilbu s pštrosími péry. Levou rukou přidržuje svinutý praporec, v pravé ruce přidržuje džber s vytékající vodou na hořící dům.

## Špýchar
Špýchar z konce 18. století původně stál v dnes již neexistujícím statku v Kravařích Koutech čp. 154/49. Byl umístěn ve dvoře mezi přístavky. V osmdesátých letech 20. století byl přemístěn do zámeckého parku v Štemplovci a byl umístěn v jeho severovýchodní části.
Špýchar je jednopatrová roubená stavba postavena na zděné podezdívce na přibližně čtvercovém půdorysu, je krytá šindelovou sedlovou střechou. V ose štítové stěny je prolomen vstup. V dřevěné zárubni jsou osazeny jednokřídlové svlakové dveře. Stěny špýcharu jsou pomazány silnou vrstvou mazaniny. Strop je klenutý.